# Kanton Adour Armagnac
Adour Armagnac is een kanton van het Franse departement Landes. Het kanton maakt deel uit van het arrondissement Mont-de-Marsan.
Het werd opgericht bij decreet van 18.2.2014 en is effectief na de departementale verkiezingen op 22.3.2015. Het werd gevormd met gemeenten uit de kantons Aire-sur-l'Adour, Grenade-sur-l'Adour en Villeneuve-de-Marsan.

## Gemeenten
Het kanton Adour Armagnac omvat de volgende gemeenten:
- Aire-sur-l'Adour (hoofdplaats)
- Artassenx
- Arthez-d'Armagnac
- Bahus-Soubiran
- Bascons
- Bordères-et-Lamensans
- Bourdalat
- Buanes
- Castandet
- Cazères-sur-l'Adour
- Classun
- Duhort-Bachen
- Eugénie-les-Bains
- Le Frêche
- Grenade-sur-l'Adour
- Hontanx
- Lacquy
- Larrivière-Saint-Savin
- Latrille
- Lussagnet
- Maurrin
- Montégut
- Perquie
- Pujo-le-Plan
- Renung
- Saint-Agnet
- Saint-Cricq-Villeneuve
- Sainte-Foy
- Saint-Gein
- Saint-Loubouer
- Saint-Maurice-sur-Adour
- Sarron
- Vielle-Tursan
- Le Vignau
- Villeneuve-de-Marsan